# The Pin-Heads
The Pin-Heads（ピンヘッズ）は日本のロックンロール&ロカビリー・バンド。

## 概要
1980年代後半、原宿ホコ天を中心に活動していたロックンロール・バンド。初期はバディ・ホリー、エディ・コクラン、リトル・リチャードらのカバーを得意としていた。

## メンバー
- 押葉真吾 - ベース、ボーカル
- 堀内竜二 - ボーカル、ギター
- 吉沢裕二 - ドラムス

## エピソード
1990年代初頭、ギターの堀内が抜け、ライヴのブッキングが残っているのを消化しなければならず、吉沢が友人でSTRAWBERRY JEANが解散してフリーだったアベフトシを誘い、押葉、吉沢、アベのトリオで新宿で一度きりのライヴを行っている。そのことをアベは『アベフトシ／THEE MICHELLE GUN ELEPHANT』（リットーミュージック刊）で回想している。